# マラッカ包囲戦 (1568年)
1568年のマラッカ包囲戦（マラッカほういせん、英語: Siege of Malacca）は、アチェ王国のスルタンアラーウッディーン・アル＝カハールによるポルトガル領マラッカへの攻撃。

## 背景
マラッカは1511年のアフォンソ・デ・アルブケルケによる征服以降、ポルトガルの拠点となっていた。
この攻撃はイスラム教諸国が同盟し、ポルトガルをマラッカやインドの海岸から追い出そうとしたことに起因する。

## 経過
マラッカから遠く西にあるオスマン帝国も砲兵の援軍をアチェに送ったが、キプロス侵攻とアデンの反乱鎮圧を同時進行で戦わなければならなかったため大規模な援軍は派遣できなかった。
アラーウッディーンの軍には1万5千の歩兵、オスマン商人、そしてガレー船の大艦隊が含まれていた。マラッカ市はドン・レオニス・ペレイラおよび彼を支持したジョホール王国の援軍の奮戦により侵攻から守られた。しかし、アチェ王国によるマラッカ攻撃はそれ以降も続き、1570年には早くも再び包囲された。

## その後
このマラッカへの攻撃はポルトガル王国を弱体化させた。1570年代、モルッカのスルタンたちはポルトガル人を香料諸島から追い出した。
ポルトガル・ジョホール・アチェの3者はその後も和戦を繰り返したが、マラッカは1641年にオランダとジョホールが連合して同地を占領する（マラッカ包囲戦 (1641年)）までポルトガルの支配下にありつづけた。